# Центральна Азія — Китай, лінія D
Центральна Азія — Китай, лінія D — перспективний газопровід, що дозволить значно наростити потужності з транспортування центральноазійського газу до Китаю. Відмінністю системи від прокладених до того трьох ниток A, В та C є новий маршрут, який замість Казахстану слідує через Таджикистан та Киргизію.
У середині 2010-х років виникли плани збільшити потужність китайського маршруту з 55 до 85 млрд.м3 шляхом спорудження четвертої нитки. Її траса так само пройде через південь Узбекистану, проте у напрямку таджицької столиці і далі по долині Вахшу до Киргизії. Після проходження через хребет, що відділяє Киргизію від Китаю, трубопровід вийде в район Кашгару. Загальна довжина нової системи складе біля 1000 км, з них в межах китайської території 160 км.
Сировинною базою для лінії D буде родовище Галкиниш, яке у випадку підтвердження анонсованих запасів ввійде в першу трійку газових родовищ світу.
Про початок будівництва турбопроводу оголосили у 2014 році, проте станом на кінець 2016-го спорудження лінійної частини ще не почалось.